# Czermin (Kępno)
Pour les articles homonymes, voir Czermin.
Czermin est une localité polonaise de la gmina de Bralin, située dans le powiat de Kępno en voïvodie de Grande-Pologne.